# Svartviks kyrka
Svartviks kyrka är en kyrkobyggnad i tätorten Svartvik, ca 10 km söder om Sundsvall, som sedan 1973 hör till Njurunda församling, Svenska kyrkan.

## Kyrkobyggnaden
James Dickson, delägare i handelshuset James Dickson & Co, som sedan 1832 hade Svartvik som sitt centrum för sin verksamhet i Norrland tog initiativet till att anlägga en kyrka i Svartvik. 1851 invigdes kyrkan som då ägdes av företaget och 1854 bildades Svartviks församling.  Svartviksindustrierna kom så småningom att ingå i SCA-koncernen fram till dess nedläggning 1974.
1973 togs kyrkan över av Njurunda församling.

## Orgel
1874 byggde firman E. A. Setterquist i Örebro en orgel. Den fick beröm för välgjordhet och intonation av avsynaren. Sågverksägaren Dickson i Göteborg bekostade bygget.